# Neoplan Centroliner
Il Neoplan Centroliner (Neoplan Centroliner Evolution dopo il 2003) è una gamma di modelli di autobus a pianale ribassato costruiti dalla Neoplan tra il 1997 e il 2009.
Assemblato negli impianti Neoplan di Plauen, in Sassonia, e Pilsting, in Baviera, è stato commercializzato in versione midibus, autobus, autosnodato e bipiano.

## Storia
Il primo prototipo di Centroliner, ribattezzato N 4416, è stato presentato per la prima volta al congresso dell'UITP di Stoccarda nel giugno 1997.
Con l'acquisizione di Neoplan da parte di MAN SE nel 2003, è stata interrotta la produzione dei primi Centroliner ed è stato lanciato il Centroliner Evolution, commercializzato in tre versioni (autobus, sia urbano che suburbano, e autosnodato). Nel 2009 si è conclusa la produzione del Centroliner Evolution, in favore del MAN Lion's City della capogruppo.

## Centroliner (1997-2003)

### N 4407
- Altezza: 2850 mm
- Larghezza: 2350 mm
- Lunghezza: 8690 mm
- Alimentazione: gasolio

### N 4409
- Altezza: 2850 mm
- Larghezza: 2350 mm
- Lunghezza: 9590 mm
- Alimentazione: gasolio

### N 4411
- Altezza: 2850 mm
- Larghezza: 2550 mm
- Lunghezza: 10200 mm
- Alimentazione: gasolio

### N 4413
- Altezza: 3340 mm
- Larghezza: 2350 mm
- Lunghezza: 10850 mm
- Alimentazione: gas naturale compresso
- Allestimento: urbano

### N 4416
- Altezza: 2850 mm
- Larghezza: 2550 mm
- Lunghezza: 12000 mm
- Alimentazione: gasolio
- Allestimento: urbano

#### N 4416 Ü
- Altezza: 2890 mm
- Larghezza: 2550 mm
- Lunghezza: 12000 mm
- Alimentazione: gasolio
- Allestimento: interurbano

### N 4420
- Altezza: 2950 mm
- Larghezza: 2550 mm
- Lunghezza: 14700 mm
- Alimentazione: gasolio
- Allestimento: urbano

### N 4421

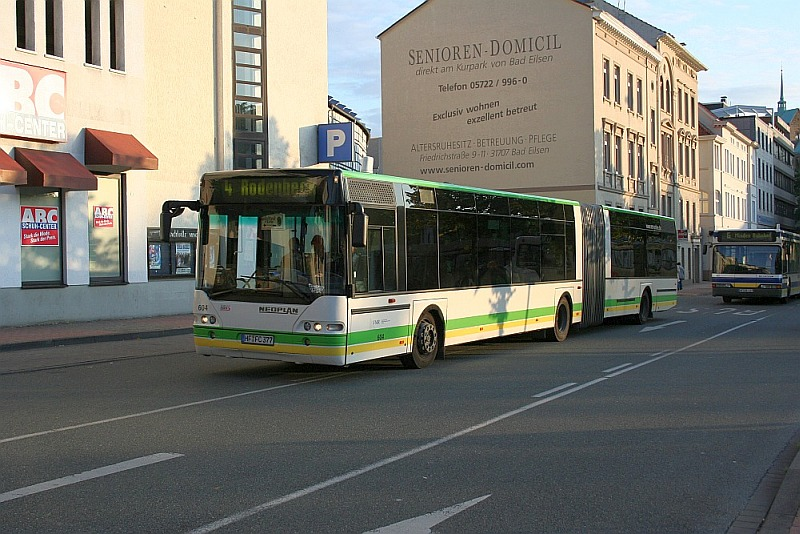
Centroliner N 4421 di VMR

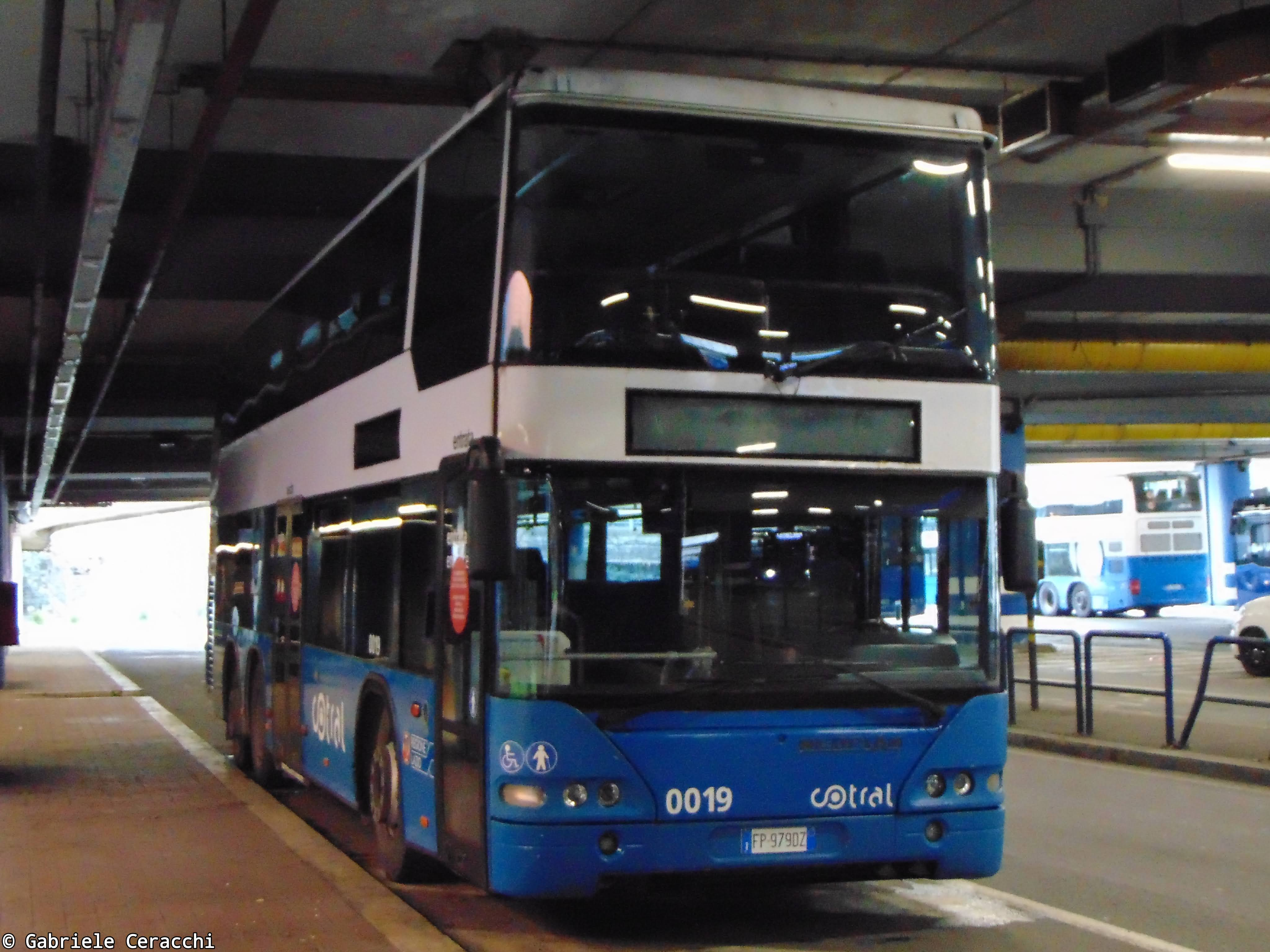
Neoplan Centroliner N 4426 di Cotral in sosta a Roma Ponte Mammolo.

- Altezza: 2950 mm
- Larghezza: 2550 mm
- Lunghezza: 17990 mm
- Alimentazione: gasolio
- Allestimento: urbano

### N 4426
- Altezza: 4000 mm
- Larghezza: 2550 mm
- Lunghezza: 12000 mm
- Alimentazione: gasolio
- Allestimento: urbano

#### N 4426 Ü
- Altezza: 4000 mm
- Larghezza: 2550 mm
- Lunghezza: 12000 mm
- Alimentazione: gasolio
- Allestimento: interurbano

#### N 4426 L
- Altezza: 4000 mm
- Larghezza: 2550 mm
- Lunghezza: 13850 mm
- Alimentazione: gasolio
- Allestimento: urbano

##### N 4426 LÜ
- Altezza: 4000 mm
- Larghezza: 2550 mm
- Lunghezza: 13850 mm
- Alimentazione: gasolio
- Allestimento: interurbano

## Centroliner Evolution (2003-2009)

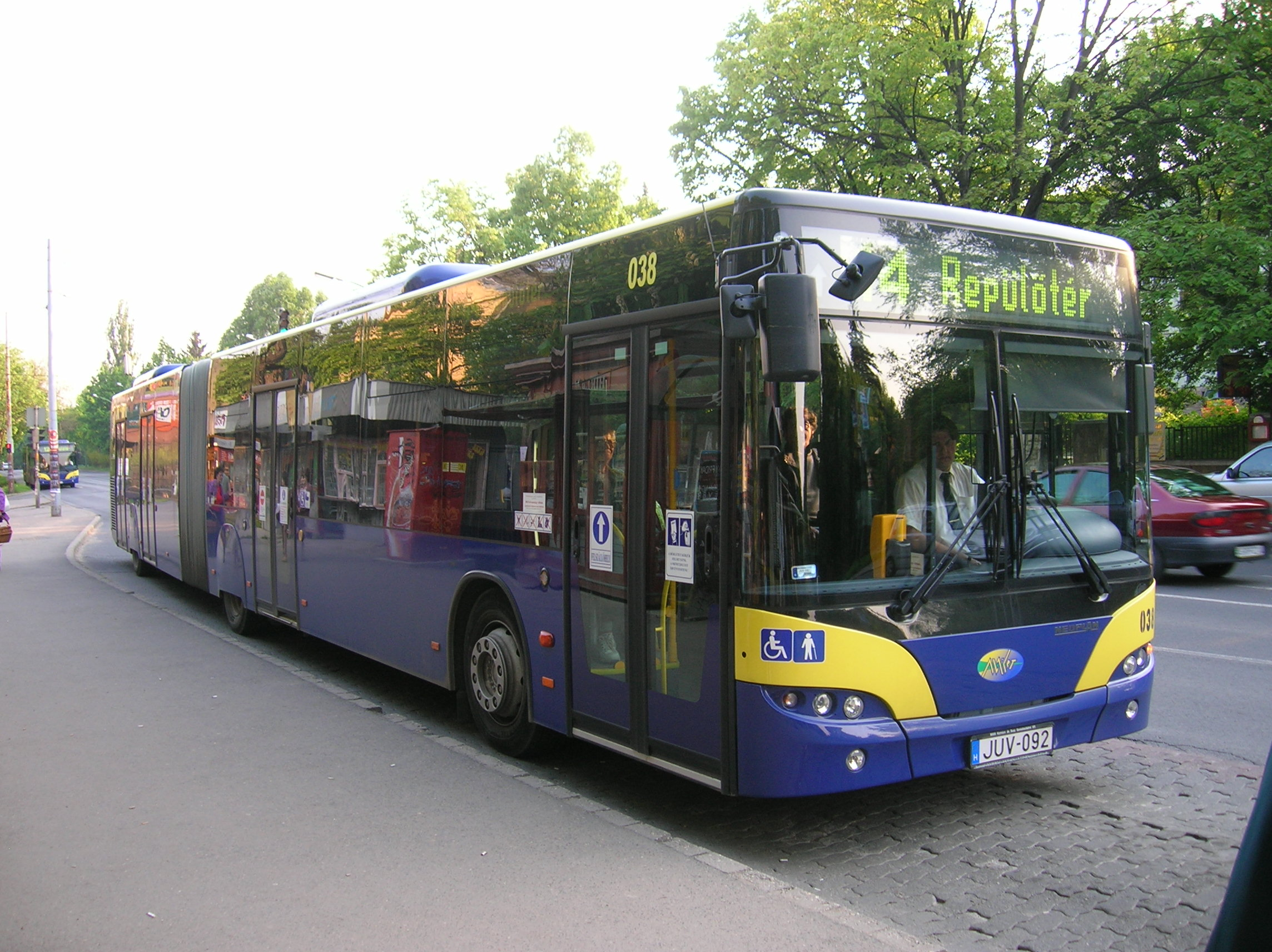
Centroliner Evolution di MVK a Miskolc

### N 4516
- Altezza: 2990 mm
- Larghezza: 2500 mm
- Lunghezza: 11950 mm
- Alimentazione: gasolio
- Allestimento: urbano

#### N 4516 P
- Altezza: 2990 mm
- Larghezza: 2500 mm
- Lunghezza: 11950 mm
- Alimentazione: gasolio
- Allestimento: interurbano

### N 4522
- Altezza: 2990 mm
- Larghezza: 2500 mm
- Lunghezza: 18720 mm
- Alimentazione: gasolio
- Allestimento: urbano

## Diffusione
Pensato principalmente per il mercato europeo, nel quale si è largamente diffuso, alcuni esemplari sono stati commercializzati anche a Hong Kong.

### Germania
I principali quantitativi di Centroliner sono stati acquistati da: BOGESTRA, DSW21 (Dortmund) e DB Ostbayernbus (Baviera orientale).

### Italia

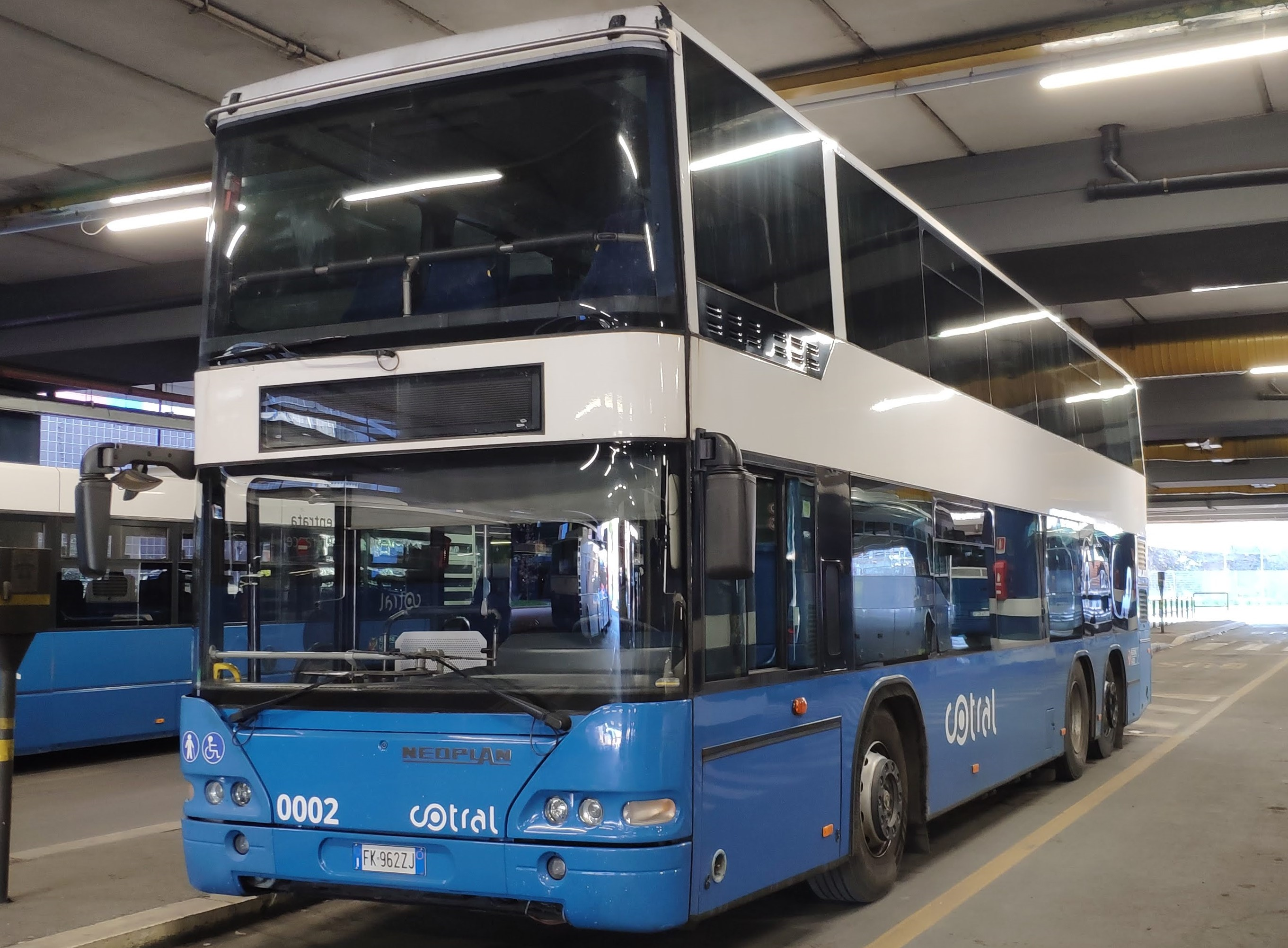
Neoplan Centroliner N 4426 di Cotral a Roma

In Italia 31 N 4426/3 prestano servizio per Cotral nella regione Lazio. Inoltre 10 N 4522, precedentemente utilizzati da TL (Losanna), sono stati acquistati da START Romagna.E la Dolomitibus ha 3 N 4426/3, tuttora in uso.

### Svezia
Un totale di 38 esemplari sono stati acquistati dalla Gamla Uppsala Buss di Uppsala, in Svezia. Diversi esemplari sono stati acquistati anche da Busslink.

### Ungheria
Svariati Centroliner Evolution sono stati consegnati alla città ungherese di Miskolc.